# Haksjön
Haksjön är en sjö i Varbergs kommun i Halland och ingår i Ätrans huvudavrinningsområde. Sjön är 6,4 meter djup, har en yta på 0,105 kvadratkilometer och är belägen 95,9 meter över havet.

## Delavrinningsområde
Haksjön ingår i det delavrinningsområde (634134-130702) som SMHI kallar för Utloppet av Svarten. Medelhöjden är 125 meter över havet och ytan är 16,08 kvadratkilometer. Det finns inga avrinningsområden uppströms utan avrinningsområdet är högsta punkten. Lillån som avvattnar avrinningsområdet har biflödesordning 3, vilket innebär att vattnet flödar genom totalt 3 vattendrag innan det når havet efter 43 kilometer. Avrinningsområdet består mestadels av skog (79 procent). Avrinningsområdet har 1,54 kvadratkilometer vattenytor vilket ger det en sjöprocent på 9,6 procent.